# Microterys crescocci
Microterys crescocci är en stekelart som beskrevs av Xu 2002. Microterys crescocci ingår i släktet Microterys och familjen sköldlussteklar. Inga underarter finns listade i Catalogue of Life.